# X-Men (videogioco 1993)
X-Men è un videogioco sviluppato da Western Technologies Inc e pubblicato da Sega nel 1993 per Sega Mega Drive, basato sul gruppo di supereroi degli X-Men pubblicati da Marvel Comics.

## Trama
Il gioco è ambientato nella Danger Room, un'area situata dentro la X-Mansion in cui gli X-Men si allenano. Un virus trasmesso via satellite ha infettato la stanza, disabilitando i limiti di controllo e sicurezza. Gli eroi devono resistere all'imprevedibile "comportamento" della Danger Room fino al momento in cui il virus può essere localizzato ed eliminato. Dopo la neutralizzazione del virus, i mutanti scoprono che il virus informatico è stato creato da Magneto, affrontato nel livello finale del gioco.

## Modalità di gioco
X-Men presenta Gambit, Nightcrawler, Wolverine e Ciclope come personaggi giocabili. Ognuno di essi può saltare e utilizzare varie mosse in modo illimitato (ad esempio pugni e calci) e un superpotere utilizzabile solo in modo limitato, il cui uso è regolato da una barra del potere mutante (simile a una barra della vita), costringendo così il giocatore ad affidarsi maggiormente agli attacchi semplici. La barra del potere mutante si rigenera lentamente in modo autonomo dopo essere stata svuotata. Quando si cambiano personaggi durante lo svolgimento del livello, la barra ritorna alla quantità di energia che aveva al momento dell'ultimo utilizzo del mutante selezionato in quel momento (i personaggi non ancora utilizzati inizieranno con una barra piena).

## Personaggi
- Wolverine: Usa degli artigli retrattili che aumentano la potenza dei suoi pugni e gli permettono di effettuare attacchi speciali in volo. Come in altri videogiochi degli X-Men, possiede un fattore di rigenerazione che gli permette di guarire più velocemente dai danni subiti (riempendo così la barra della vita).
- Gambit: Usa il suo classico bastone bō come arma. Le sue carte caricate inseguono i nemici.
- Ciclope: Usa la sua classica vista laser.
- Nightcrawler: Usa una particolare abilità di teletrasporto che gli permette di saltare varie aree o di trasportare un personaggio secondario.

Altri membri del gruppo come Tempesta (personaggio), Rogue, l'Uomo Ghiaccio e Arcangelo possono essere chiamati come supporto. Jean Grey appare come cameo, mentre riporta su i personaggi che cadono. Molti livelli presentano delle battaglie boss contro alcuni nemici degli X-Men.

## Accoglienza
Nel 2011, Scott Reyburn di IGN ha nominato X-Men in una lista di quindici giochi molto difficili, citando "nemici piazzati in modo sleale, salti ridicolmente fastidiosi e boss quasi impossibili da battere", oltre che la necessità di premere delicatamente il pulsante Reset nel livello Mojo's Crunch.
Il gioco ha ricevuto la settima posizione nella "Top 10 giochi degli X-Men" stilata da GameTrailers.

## Seguito
Nel 1995 è stato pubblicato un seguito del gioco, intitolato X-Men 2: Clone Wars. 
Un terzo capitolo della serie, chiamato X-Women e basato sui membri femminili del gruppo, è stato pianificato ma successivamente cancellato.